# Ecomax General Investments
Ecomax General Investments este un dealer auto din Cluj-Napoca, deținut de omul de afaceri Arpad Paskany.
Compania a fost înființată în anul 1999, la Cluj-Napoca, fiind dealer și unitate service a mărcii Opel, iar începând cu anul 2004 Ecomax a devenit dealer și pentru marca Chevrolet.

## Informații financiare

### Anul 2016
- Cifra de afaceri: ▼ 906.010 lei [3]
- Pierdere: ▼46.386 lei [3]
- Număr angajați: ▼12 [3]